# Моравшка Гора
Моравшка Гора (словен. Moravška Gora) — поселення в общині Літія, Осреднєсловенський регіон, Словенія. Висота над рівнем моря: 549,9 м.